# Troian Bellisario
Troian Avery Bellisario (Los Angeles, 28 ottobre 1985) è un'attrice, regista, sceneggiatrice e produttrice cinematografica statunitense.

## Biografia
È nata e cresciuta a Los Angeles. Figlia dei produttori Donald Bellisario, che è presente sulla Walk of Fame di Los Angeles, e Deborah Pratt, ha tre fratelli acquisiti: Michael Bellisario, l'attore Sean Murray e il produttore David Bellisario. Ha origini afro-americane, inglesi, francesi, italiane (il nonno paterno Albert Jethro proveniva da Gamberale), danesi e serbe. Bellisario ha frequentato la Campbell Hall School di North Hollywwod in California, dalla scuola dell'infanzia, fino alla fine delle superiori, dove è stata valedictorian l'ultimo anno. Si è laureata in arte all'University of Southern California.
Debutta all'età di tre anni con il film L'ombra del peccato (1988), e tra il 1990 e il 2007 partecipa a numerose serie televisive prodotte dal padre come In viaggio nel tempo, Tequila e Bonetti, JAG - Avvocati in divisa, First Monday e NCIS - Unità anticrimine. In quest'ultima serie interpreta Sarah McGee, sorella dell'agente speciale Timothy McGee, interpretato dal suo fratellastro Sean Murray. Nel 1998 recita a fianco di Mary-Kate e Ashley Olsen nel film Due gemelle per un papà, e dal 2006 appare in una serie di cortometraggi indipendenti, quali Unspoken, Archer House e Intersect.
Nel novembre del 2009 è scelta per interpretare il ruolo di Spencer Hastings nel cast della serie televisiva Pretty Little Liars, basata sull'omonima saga di libri di Sara Shepard, che racconta la storia di cinque adolescenti la cui vita è minacciata costantemente da una persona ''anonima''. La serie ottiene un ottimo successo di pubblico e va in onda per sette stagioni. Nel 2012-2013 appare a fianco di Jennifer Beals nella serie web WIGS Lauren. Nel 2015, Bellisario e il fidanzato Patrick J. Adams girano il cortometraggio We Are Here in Haida Gwaii, scritto e interpretato da lei stessa. Nell'estate del 2016 fa il suo debutto alla regia, dirigendo il quindicesimo episodio della settima stagione di Pretty Little Liars, intitolato In the Eye Abides the Heart.

### Vita privata
Troian Bellisario incontra Patrick J. Adams nel 2009 sul set dell'opera teatrale Equivocation. Si lasciano per poi tornare insieme nel 2010, quando Patrick partecipa ad un episodio di Pretty Little Liars. La coppia ha anche lavorato insieme a The Come Up, Suits e We Are Here. Il 14 febbraio 2014 Bellisario e Patrick J. Adams si fidanzano ufficialmente. Il 10 dicembre 2016 convolano a nozze a Santa Barbara. L'8 ottobre 2018 sono diventati genitori della loro prima figlia, Aurora. Il 15 maggio 2021 nasce la seconda figlia, Elliot Rowena.
Il 19 maggio 2018 è stata invitata insieme al marito al matrimonio del principe Harry e Meghan Markle.

## Filmografia

### Attrice

#### Cinema
- L'ombra del peccato (Last Rites), regia di Donald P. Bellisario (1988)
- Due gemelle per un papà (Billboard Dad), regia di Alan Metter (1998)
- Consent, regia di Ron Brown (2010)
- Peep World, regia di Barry W. Blaustein (2010)
- Pleased to Meet You, regia di Johanna Thalmann e Severin Winzenburg (2012)
- C.O.G., regia di Kyle Patrick Alvarez (2013)
- Martyrs, regia di Kevin Goetz e Michael Goetz (2015)
- Feed, regia di Tommy Bertelsen (2017)
- Clara, regia di Akash Sherman (2018)
- Che fine ha fatto Bernadette? (Where'd You Go, Bernadette), regia di Richard Linklater (2019)
- Doula, regia di Cheryl Nichols (2022)

#### Televisione
- In viaggio nel tempo (Quantum Leap) – serie TV, 1 episodio (1990)
- Tequila e Bonetti (Tequila and Bonetti) – serie TV, 1 episodio (1992)
- JAG - Avvocati in divisa (JAG) – serie TV, 1 episodio (1998)
- First Monday – serie TV, 2 episodi(2002)
- NCIS - Unità anticrimine (NCIS) – serie TV, 2 episodi (2005-2006)
- Pretty Little Liars – serie TV, 160 episodi (2010-2017) – Spencer Hastings
- Lauren – serie web, 14 episodi (2012-2013)
- Suits – serie TV, 2 episodi (2015)
- Sister Cities, regia di Sean Hanish – film TV (2016)
- Stumptown - serie TV, episodio 1x14 (2020)
- Bite Size Halloween - serie TV, episodio 2x02 (2021)
- Ways & Means, regia di Phil Abraham - film TV (2021)
- Plan B – serie TV, 4 episodi (2023)
- On Call - serie TV (2025)

#### Cortometraggi
- Girlfriends, regia di Deborah Pratt (1997)
- Archer House, regia di Dina Gachman (2007)
- Before the Cabin Burned Down, regia di Shane Coffey (2009)
- Intersect, regia di Maura Milan (2009)
- The Come Up, regia di Kirk Sullivan (2012)
- Joyful Girl, regia di Chloe Domont (2012)
- Exiles, regia di Tommy Bertelsen (2013)
- Immediately Afterlife, regia di Hazart (2014)
- Pa-gents with Chris Pine, regia di Zoosk Brothers (2014)
- Surf Noir, regia di Tommy Bertelsen (2015)
- Amy, regia di Jacob Chase (2015)
- Still a Rose, regia di Hazart (2015)
- In the Shadows of the Rainbow, regia di Blaise Godbe Lipman (2016)
- We Are Here, regia di Patrick J. Adams (2018)
- Like Turtles, regia di David Mandell (2019)
- Life on Mars, regia di Troian Bellisario (2020)

#### Videoclip
- Another Story - The Head and the Heart (2014)

### Regista
- Pretty Little Liars – serie TV, episodio 7x15 (2016)
- Famous in Love – serie TV, episodio 2x07 (2018)
- Life in Mars - cortometraggio (2020)
- Good Trouble – serie TV, 5 episodi (2019-2022)

### Sceneggiatrice
- Exiles, regia di Tommy Bertelsen - cortometraggio (2013)
- Feed, regia di Tommy Bertelsen (2017)
- We Are Here, regia di Patrick J. Adams - cortometraggio (2018)
- Life on Mars, regia di Troian Bellisario - cortometraggio (2020)
- Bite Size Halloween - serie TV, episodio 2x02 (2021)

### Produttrice
- Exiles, regia di Tommy Bertelsen - cortometraggio (2013)
- Feed, regia di Tommy Bertelsen (2017)
- We Are Here, regia di Patrick J. Adams - cortometraggio (2018)
- Like Turtles, regia di David Mandell (2019)
- Bite Size Halloween - serie TV, episodio 2x02 (2021)

## Riconoscimenti

### Teen Choice Awards
- 2011 – Candidatura alla miglior attrice in una serie TV dell'estate per Pretty Little Liars[17]
- 2012 – Miglior attrice in una serie TV dell'estate per Pretty Little Liars[18]
- 2013 – Miglior attrice in una serie TV drammatica per Pretty Little Liars[19]
- 2014 – Candidatura alla miglior attrice in una serie TV drammatica per Pretty Little Liars
- 2015 – Candidatura alla miglior attrice in una serie TV dell'estate per Pretty Little Liars[20]
- 2016 – Candidatura alla miglior attrice in una serie TV drammatica per Pretty Little Liars[21]
- 2017 – Candidatura alla miglior attrice in una serie TV drammatica per Pretty Little Liars[22]

### Young Hollywood Awards
- 2011 – Cast da guardare per Pretty Little Liars (condiviso con Lucy Hale, Ashley Benson e Shay Mitchell)[23]

## Doppiatrici italiane
Nelle versioni in italiano dei suoi lavori, Troian Bellisario è stata doppiata da:
- Letizia Scifoni in Pretty Little Liars, Suits
- Chiara Gioncardi in Che fine ha fatto Bernadette?, On Call - Di Pattuglia
- Domitilla D'Amico in NCIS - Unità Anticrimine (ep. 4x09)
- Benedetta Degli Innocenti in Stumptown